# Koralczyk czerwonogłowy
Koralczyk czerwonogłowy (Alectroenas pulcherrimus) – gatunek średniej wielkości ptaka z podrodziny treronów (Raphinae) w rodzinie gołębiowatych (Columbidae). Gatunek słabo poznany, występujący na Seszelach. Nie jest zagrożony wyginięciem.

## Zasięg występowania
Koralczyk czerwonogłowy występuje endemicznie na Seszelach, obejmując swoim zasięgiem Praslin, La Digue oraz Mahé wraz z pobliskimi wyspami; występuje również na North, Silhouette i Fregate Island. Ostatnio gatunek ten ponownie skolonizował wyspy Curieuse, Denis Island, Aride Island i Bird Island. Z powodzeniem wprowadzony również na Cousin.

## Taksonomia
Gatunek po raz pierwszy w 1786 roku opisał włoski naturalista Giovanni Antonio Scopoli, nadając mu nazwę Columba pulcherrima. Miejsce typowe określił francuski naturalista Pierre Sonnerat jako Antigoa na wyspie Panay należącej do Filipin, lecz była to błędna lokalizacja, gdyż holotyp pochodził z Seszeli. Gatunkami siostrzanymi dla koralczyka czerwonogłowego są koralczyk niebieskawy (A. madagascariensis) i koralczyk srebrnogłowy (A. sganzini). Takson monotypowy.

### Etymologia
Nazwa rodzajowa: greckie αλεκτρυων alektruōn, αλεκτρυονος alektruonos – kogucik; οινας oinas, οιναδος oinados – gołąb.

Epitet gatunkowy: łacińskie pulcherrimus – bardzo piękny < stopień najwyższy pulcher, pulchra – piękny.

## Morfologia
Długość ciała do 24 cm; masa ciała 161–165 g. Gardło, boki twarzy i kark jasnoszare, przechodzące w kolor srebrzysty na szyi i piersi; pióra na szyi są rozwidlone i smukłe. Reszta upierzenia jest czarniawoniebieska, ze srebrzystym odcieniem na lotkach pierwszego rzędu. Naga skóra wokół oczu koloru jasnoczerwonego, tworzy brodawko-podobną narośl rozciągającą się od nasady dzioba do czoła. Nogi i stopy szare. Płci podobne. Młode ptaki głównie brązowo-oliwkowo-zielone z żółtymi wypustkami piór, naga skóra wokół brązowawa; szare obszary upierzenia jaśniejsze u dorosłych ptaków.

## Ekologia

### Siedlisko i pokarm
Ptak osiadły, zamieszkujący górskie lasy, zwłaszcza na Praslin, ale także w odległych częściach wyspy Mahé, Fregate Island i Silhouette.
W skład diety koralczyka czerwonogłowego wchodzą owoce i jagody, zwłaszcza dzikiej gujawy (Psidium), jagody cynamonowca i orzechy gumiaka z gatunku Calophyllum tacamahaca. Nasiona są rozdrabniane przez silne mięśnie żołądka, a następnie trawione.

### Lęgi
Brak dostępnych danych na temat sezonu rozrodczego. Gniazdo jest typową platformą budowaną przez gołębie; samica buduje je bez pomocy samca. Samica składa zwykle jedno jajo, czasami dwa; w latach 1975–77 zlokalizowano 9 gniazd, z których 5 zawierało jedno jajo, a w pozostałych znajdowało się jedno pisklę. Okres inkubacji trwa 28 dni, obie płci wysiadują jaja i karmią młode. Pierzenie następuje po 14 dniach od wyklucia.

## Status i zagrożenia
W Czerwonej księdze gatunków zagrożonych Międzynarodowej Unii Ochrony Przyrody został zaliczony do kategorii LC (ang. Least Concern „najmniejszej troski”). Wielkość populacji nieznana, lecz gatunek ten nie jest globalnie zagrożony. Ze względu na nadmierne polowania oraz fakt, że uprawy owocowe nie są już ważnymi aspektami lokalnego rolnictwa, gatunek ten jest rzadszy niż w przeszłości; stan populacji wymaga monitorowania.